# Arroyo Telsen
Arroyo Telsen är ett periodiskt vattendrag i Argentina.   Det ligger i provinsen Chubut, i den södra delen av landet, 1 200 kilometer sydväst om huvudstaden Buenos Aires.
Omgivningen kring Arroyo Telsen är i huvudsak öppet busklandskap och området är nästan obefolkat, med mindre än två invånare per kvadratkilometer.